# Araucaria nemorosa
Espèce
Classification phylogénétique
Statut de conservation UICN

 CR B1ab(i,ii,iii,iv,v)+2ab(i,ii,iii,iv,v) : 
En danger critique
Araucaria nemorosa est une espèce d'arbres de la famille des Araucariaceae. C'est une des treize espèces endémiques du genre Araucaria de Nouvelle-Calédonie.
Cette espèce est inféodée aux terrains ultramafiques.

## Description

### Aspect général
L'espèce se présente comme un arbre de 15 à 30 mètres. Ses branches sont regroupées par 5-7 en pseudo-verticilles. Les individus âgés présentent une cime arrondie.
Cette espèce produit des individus de taille plus réduite que les pins colonnaires, qui sont du même genre Araucaria.

### Feuilles
Les feuilles sont des écailles situées sur des ramilles.

### Fruits
Les fruits sont des cônes plutôt piquants qui produisent des graines ailées,.